# الحركة المناهضة للطاقة النووية في اليابان

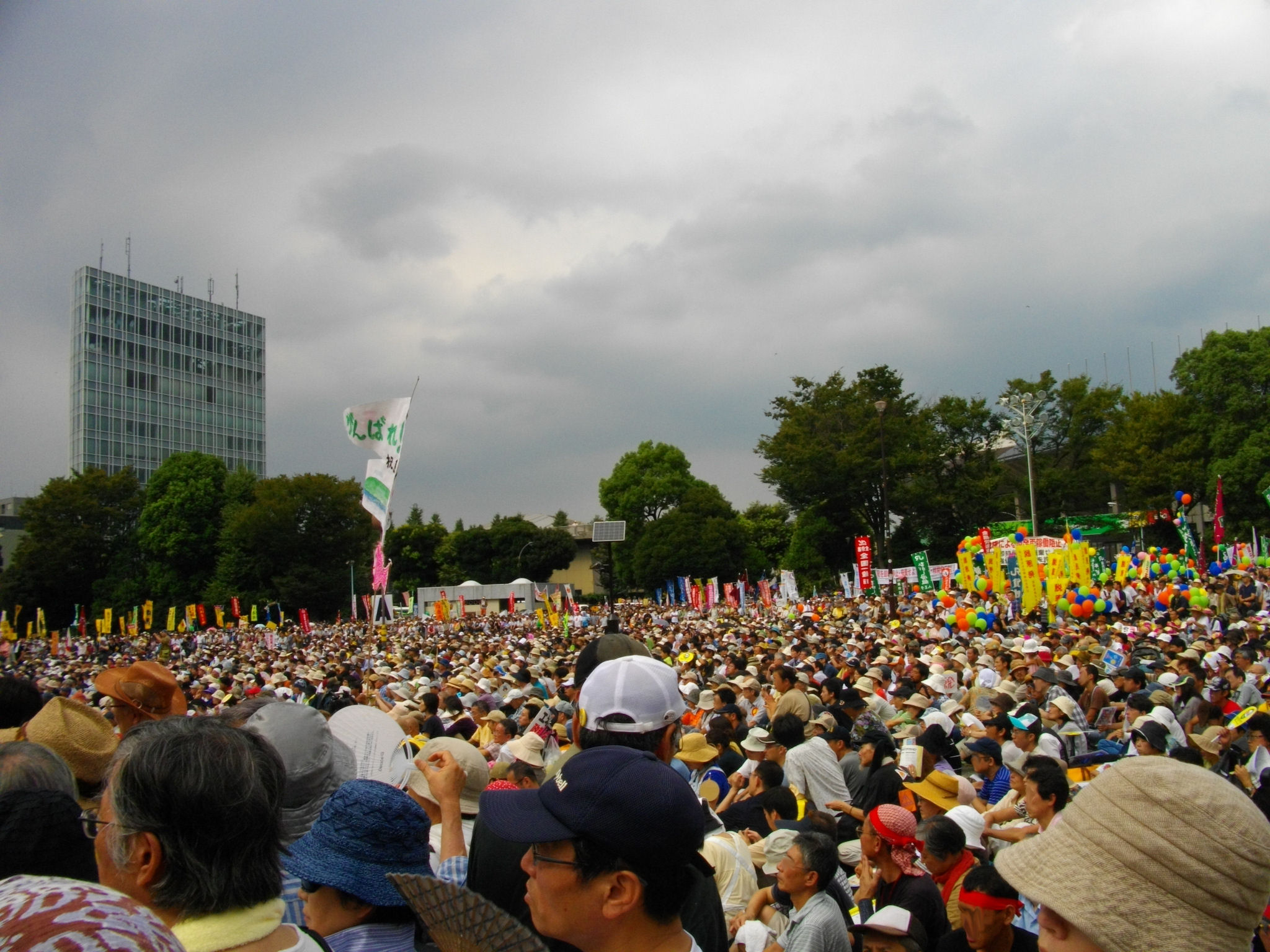
تجمع مناهض لمحطات الطاقة النووية في 19 سبتمبر 2011 في الحديقة الخارجية لضريح ميجي

كانت اليابان دومًا من بين أكثر الدول التي تكرس نفسها للترويج للطاقة النووية المدنية، ولم تتأثر صناعتها النووية، كغيرها من البلدان، جراء حادث جزيرة الثلاثة أميال (الولايات المتحدة الأمريكية) أو كارثة تشيرنوبيل عام 1986 (اتحاد الجمهوريات السوفيتية الاشتراكية). فقد استمر بناء مصانع جديدة خلال ثمانينيات وتسعينيات القرن العشرين. لكن منذ منتصف تسعينيات القرن ذاته، وقعت في اليابان العديد من الحوادث وعمليات التستر المرتبطة بالمجال النووي قوضت التصور العام لهذه الصناعة، مما أدى إلى بروز احتجاجات وممانعات للمصانع الجديدة. وشملت هذه الحوادث حادثة توكايمورا النووية، وانفجار ميهاما البخاري، والتستر على حوادث مفاعل مونجو، وإغلاق محطة كاشيوازاكي كاريوا للطاقة النووية لمدة 21 شهرًا في أعقاب زلزال عام 2007. وبسبب هذه الأحداث، ازداد تدقيق عامة الشعب في البلاد على الصناعة النووية اليابانية.
غيّر التأثير السلبي لكارثة فوكوشيما دايتشي النووية في 2011 المواقف في اليابان. إذ يوضح خبراء السياسة والطاقة أن «أقل ما حدث هو فقدان للثقة على مستوى البلاد، ليس في التكنولوجيا النووية اليابانية فحسب، والتي كانت في السابق مصدر تفاخر، ولكن في الحكومة أيضًا، التي يلقي الكثيرون باللوم عليها في السماح بحصول الحادث». تظاهر ستون ألف شخص في وسط طوكيو في 19 سبتمبر 2011 مرددين «سايونارا للطاقة النووية» ولوحوا باللافتات مطالبين الحكومة اليابانية بالتخلي عن الطاقة النووية بعد كارثة فوكوشيما. ودعا أسقف أوساكا، مايكل غورو ماتسورا، إلى تضامن المسيحيين في جميع أنحاء العالم لدعم هذه الحملة المناهضة للأسلحة النووية. وفي يوليو 2012، تجمع 75,000 شخص بالقرب من طوكيو لحضور أكبر حدث مناهض للأسلحة النووية في العاصمة حتى ذلك الوقت. وقال المنظمون والمشاركون إن مظاهرات كهذه تشير إلى تغيير جوهري في المواقف في بلدٍ لم يُظهر الكثير من شعبه استعدادًا للمشاركة في الاحتجاجات السياسية منذ ستينيات القرن العشرين.
تشمل المجموعات المناهضة للأسلحة النووية: مركز المواطنين للمعلومات النووية، وأوقفوا روكاشو، وهيدانكيو، وسايونارا لمحطات الطاقة النووية، ونساء من فوكوشيما ضد الأسلحة النووية، ومجموعة المادة التاسعة. ومن بين الأشخاص الذين يترافق اسمهم مع الحركة المناهضة للأسلحة النووية: جينزابورو تاكاغي وهاروكي موراكامي وكنزابورو أويه ونوبوتو هوساكا وميزوهو فوكوشيما وريويتشي ساكاموتو.
بات معظم اليابانيين منذ سبتمبر 2012 يدعمون خيار الصفر بشأن الطاقة النووية، وأعلن رئيس الوزراء يوشيهيكو والحكومة اليابانية عن تغيير جذري في اتجاه سياسة الطاقة، ووعدا بجعل البلاد خالية من الأسلحة النووية بحلول عام 2030. فلن يكون هناك أعمال بناء جديدة لمحطات الطاقة النووية، وحد أقصى لمدة 40 عامًا على عمر المحطات النووية الحالية، وأي إعادة تشغيل لمحطة نووية أخرى سيتطلب تحقيق معايير الأمان الصارمة للسلطة التنظيمية المستقلة الجديدة. وسيتضمن النهج الجديد لتلبية احتياجات الطاقة استثمار 500 مليار دولار على مدار 20 عامًا من أجل تسويق استخدام مصادر الطاقة المتجددة مثل طاقة الرياح والطاقة الشمسية.
أعاد رئيس الوزراء السابق شينزو آبي، المُنتخب في 2012، الطاقة النووية إلى جدول الأعمال السياسي، مع خطط لإعادة تشغيل أكبر عدد ممكن من المفاعلات. وفي يوليو 2015، قدمت الحكومة أفكارها حول تقليل انبعاثات غازات الاحتباس الحراري إلى الأمم المتحدة، وتضمن الاقتراح هدفًا يتعلق بتلبية الطاقة النووية لعشرين بالمئة على الأقل من استهلاك الكهرباء في اليابان بحلول عام 2030. وستساهم مصادر الطاقة المتجددة، مثل الطاقة الكهرومائية وكذلك الطاقة الشمسية، بنسبة 22% أو أكثر. وفي 11 أغسطس 2015، كسرت محطة سينداي للطاقة النووية الخمود الذي دام أربع سنوات عندما أعادت تشغيل إحدى مفاعلاتها. وتُعتبر إعادة التشغيل هذه الأولى منذ انهيار صناعة الطاقة النووية في اليابان، بعد كارثة فوكوشيما دايتشي عام 2011.
كانت اليابان حتى 10 مارس 2020 تملك 56 مفاعلًا نوويًا، تقرر إيقاف 24 مفاعلًا منها ويعمل في الوقت الراهن تسع منها وسبعٌ جاهزة للانطلاق من جديد. يوجد قيد الإنشاء 3 مفاعلات جديدة، الهدف منها تلبية خطة الطاقة الأساسية الخامسة لليابان (20% - 22% من الطاقة النووية بحلول عام 2030).

## التاريخ
تم بناء أول مفاعل نووي في اليابان بواسطة شركة جي إيه سي البريطانية. وفي سبعينيات القرن العشرين، تم بناء أولى مفاعلات الماء الخفيف بالتعاون مع الشركات الأمريكية. وتساءل روبرت جاي ليفتون كيف يمكن لليابان، بعد التجربة التي خاضتها جراء القصف الذري على هيروشيما وناغازاكي، أن «تسمح لنفسها بمثل هذا الاعتماد الكبير على نفس التكنولوجيا النووية لتصنيع حوالي ثلث طاقتها». يقول:
كان هناك مقاومة، معظمها من الناجين من هيروشيما وناغازاكي. ولكن، كان هناك أيضًا أسلوب من الإنكار والتستر والتواطؤ البيروقراطي الحذر بين الصناعة والحكومة، تواطؤٌ شهير في اليابان بشكل خاص ولكنه لم يقتصر على ذلك البلد بأي حال من الأحوال. وحتى في ذلك الوقت، لا يمكن للقوى المؤيدة للطاقة النووية أن تسود إلا من خلال غرس ازدواجية في أذهان الشعب الياباني بين فيزياء الطاقة النووية وفيزياء الأسلحة النووية، وهو تمييز وهمي ليس فقط في اليابان ولكن في جميع أنحاء العالم.
لم تتعرض الصناعة النووية اليابانية لضربة قوية كالتي تعرضت لها البلدان الأخرى جراء حادث جزيرة الثلاثة أميال عام 1979 (الولايات المتحدة الأمريكية) أو كارثة تشيرنوبيل عام 1986 (اتحاد الجمهوريات الاشتراكية السوفياتية). فقد استمر بناء مصانع جديدة خلال ثمانينيات وتسعينيات القرن العشرين. ولكن منذ منتصف تسعينيات القرن ذاته، وقعت في اليابان العديد من الحوادث وعمليات التستر المرتبطة بالمجال النووي قوضت التصور العام لهذه الصناعة، مما أدى إلى بروز احتجاجات وممانعات للمصانع الجديدة. وشملت هذه الحوادث حادثة توكايمورا النووية، وانفجار ميهاما البخاري، والتستر على حوادث مفاعل مونجو. تزايدت عقب ذلك أعداد المواطنين القلقين بشأن الآثار الصحية المحتملة، وغياب منشآت تخزين النفايات النووية على المدى الطويل، وانتشار الأسلحة النووية. أُغلقت محطة كاشيوازاكي كاريوا للطاقة النووية بالكامل لمدة 21 شهرًا بعد وقوع زلزالٍ في 2007. وإن كان هناك جدال حول التفاصيل الدقيقة، فمن الواضح أن ثقافة السلامة في الصناعة النووية اليابانية تخضع لمزيد من التدقيق.
تُظهر نتائج البحث أنه نحو 95 محاولة بعد الحرب لاختيار مواقع محطات طاقة نووية وبناءها قد أسفرت عن 54 عملية مكتملة فقط. إذ أن العديد من المجتمعات المتضررة «كافحت في معارك حظيت بتغطية إعلامية كبيرة». تعمل مجموعات المعارضة المنسقة، مثل مركز المواطنين للمعلومات النووية والدورية المناهضة للطاقة النووية هانغنباتسو شينبان منذ أوائل ثمانينيات القرن العشرين. تضمنت طلبات المصانع الملغاة ما يلي:
- محطة ماكي للطاقة النووية في ماكي نيغاتا (كامبارا) – أُلغيت في 2003.
- محطة كوشيما للطاقة النووية في كوشيما بمحافظة ميازاكي – 1997.
- محطة أشيماها للطاقة النووية في أشيهاما بمحافظة ميه – 2000 (أول مشروع في الموقع في سبعينيات القرن العشرين حيث نُفذ في هاماوكا بكونه الوحدة 1 و2).
- محطة هوهوكو للطاقة النووية في هوهوكو بمحافظة ياماغوتشي – 1994.
- محطة سوزو للطاقة النووية في سوزو بمحافظة إيشيكاوا – 2003.

صاغ عالم الزلازل الياباني البروفيسور كاتسوهيكو إيشيباشي في عام 1997 مصطلح جينباتسو شينساي، الذي يعني كارثة زلزال محطة الطاقة النووية. ويصف سيناريو تأثير الدومينو الذي يتسبب فيه زلزال كبير بوقوع حادث خطير في محطة للطاقة النووية بالقرب من مركز سكاني كبير، مما يؤدي إلى إطلاق إشعاع لا يمكن السيطرة عليه، إذ تجعل مستويات الإشعاع الناجمة عنه التحكم في الضرر والإنقاذ أمرًا مستحيلًا، ويعيق الضرر الناتج عن الزلزال إجلاء السكان. يتصور إيشيباشي أن مثل هذا الحدث سيكون له وقعٌ عالمي وتأثير «فتاك» على اليابان، مما يؤثر تأثيرًا خطيرًا على الأجيال القادمة.